# Elionor de Portugal
Elionor de Portugal (1328 - Xèrica, València 1348), infanta de Portugal i reina consort de la Corona d'Aragó (1347-1348).

## Orígens familiars
Filla petita del rei Alfons IV de Portugal i Beatriu de Castella. Era neta per línia paterna del rei Dionís I de Portugal i la princesa Elisabet d'Aragó, i per línia materna del rei Sanç IV de Castella i Maria de Molina.
Fou germana petita de la infanta Maria de Portugal, casada amb el rei Alfons XI de Castella, i del també rei Pere I de Portugal.

## Núpcies i descendents
Es va casar a Barcelona el 15 de novembre de 1347 amb el comte-rei Pere III el Cerimoniós, de qui en fou la seva segona esposa. La pesta negra, però, li provocà la mort el 30 d'octubre de 1348 sense haver tingut descendents.
És enterrada al Monestir de Poblet.